# Senecio oleosus
Senecio oleosus là một loài thực vật có hoa trong họ Cúc. Loài này được Vell. miêu tả khoa học đầu tiên.